# Bangiaceae
Bangiaceae Engler, 1892, segundo o sistema de classificação de Hwan Su Yoon et al. (2006), é o nome botânico de uma família de algas vermelhas pluricelulares da ordem Bangiales.

## Sinonímia
- Enythrotrichiaceae

## Gêneros
- Bangia Lyngbye, 1819
- Dione W.A.Nelson, 2005
- Minerva W.A.Nelson, 2005
- Porphyra C.A.Agardh, 1824
- Pseudobangia K.M.Müller & R.G.Sheath, 2005